# Pseudagrion trigonale
Pseudagrion trigonale är en trollsländeart som beskrevs av Schmidt 1951. Pseudagrion trigonale ingår i släktet Pseudagrion och familjen dammflicksländor. Inga underarter finns listade i Catalogue of Life.